# Himera apicata
Himera apicata là một loài ruồi trong họ Tachinidae.